# Krikor Bedros XV Agagianian
Krikor Bedros XV Agagianian (Armeens: Գրիգոր Պետրոս Աղաճանեան) (binnen de Rooms-Katholieke Kerk bekender onder zijn Franse naam Grégoire-Pierre Agagianian) (Achaltsiche, 18 september 1895 – Rome, 16 mei 1971) was een patriarch van Cilicië en primaat  van de Armeens-Katholieke Kerk, een kardinaal van de Rooms-Katholieke Kerk en een bestuurder van de Romeinse Curie.

## Loopbaan
Agagianian studeerde aan het seminarie in Tbilisi en aan de Pauselijke Urbaniana Universiteit in Rome. Hij werd op 23 december 1917 tot priester gewijd. Hij werd vervolgens hoogleraar aan de Pauselijke Armeense Universiteit in Rome, van welk instituut hij tussen 1932 en 1937 rector was. Op 11 juli 1935 benoemde paus Pius XI hem tot titulair bisschop van Comana.
Op 30 november 1937 koos de synode van de Armeens-katholieke kerk Agagianian tot patriarch-katholikos van Cilicië, de feitelijke geestelijk leider van de Armeense geloofsgemeenschap. Als zodanig voegde hij aan zijn voornaam de naam Bedros (Petrus) toe. De keus van de synode werd op 13 december 1937 door paus Pius XI bevestigd.
Tijdens het consistorie van 18 februari 1946 nam paus Pius XII Agagianian op in het College van Kardinalen, met de rang van kardinaal-priester. Zijn titelkerk werd de San Bartolomeo all'Isola.
Tijdens het conclaaf van 1958 was Agagianian een van de favorieten. Op het laatst was het zelfs een nek-aan-nek race tussen hem en Angelo Roncalli, zoals de laatste na zijn verkiezing tot paus Johannes XXIII zelf heeft meegedeeld. Johannes XXIII benoemde hem in 1958 overigens tot prefect van de Heilige Congregatie voor de Voortplanting des Geloofs, hetgeen hij tot 1970 zou blijven.
Agagianian legde op 25 augustus 1962 zijn functie als patriarch-katholikos van Cilicië neer om zich geheel aan zijn werk voor de Romeinse Curie te kunnen wijden. Tijdens het Tweede Vaticaans Concilie was hij een van de vier voorzitters.
Agagianian ging op 19 oktober 1970 met emeritaat. Op 22 oktober 1970 benoemde paus Paulus VI hem tot kardinaal-bisschop van het suburbicair bisdom Albano.
- Bibliothèque nationale de France: cb11575549j (data)
- Gemeinsame Normdatei: 173321550
- International Standard Name Identifier: 0000 0001 0881 3709
- Library of Congress Control Number: n2001053405
- Istituto Centrale per il Catalogo Unico: PUVV265182
- Virtual International Authority File: 27058725
- WorldCat: E39PBJcgrX38tyjjPRb3qkYQMP